# Sangzhi
Sangzhi, tidigare romaniserat Sangchih, är ett härad som lyder under Zhangjiajies stad på prefekturnivå i Hunan-provinsen i södra Kina.
Grodarten Rana sangzhiensis har fått sitt namn från orten.

## Kända invånare
- He Long (1896-1969), kinesisk kommunist och marskalk.